# Bergblick
Bergblick ist ein deutschsprachiger Fernsehsender, der ausschließlich Dokumentationen ausstrahlt. Im Mittelpunkt des Programms stehen die Themen Wissenschaft und Technik, Natur, Kultur, Geschichte und Reise. Ein Schwerpunkt liegt auf Dokumentationen zu Nachhaltigkeitsthemen.
Er ist der Rechtsnachfolger von Doxx und dessen Vorgänger Planet.

## Geschichte
Sendestart von Planet (eigene Schreibweise: PLANET; deutsch ausgesprochen) war am 21. Juni 1997. Erste Sendungen wurden allerdings bereits ab März 1996 auf mTh, dem Promokanal des Veranstalters multithematiques, testweise ausgestrahlt. Der Spartensender Planet wurde bis Ende 2004 durch die MultiThématiques GmbH mit Sitz in Ismaning bei München betrieben, die auch Spartenkanäle in anderen Ländern Europas, Lateinamerikas und Afrikas unterhält. Ab 2005 gehörte der Sender zum deutschen Medienunternehmen HV Fernsehbetriebs GmbH, das unter anderem Deluxe Music betreibt.
Am 15. Dezember 2020 wurde Planet in Doxx umbenannt.
Am 30. Juli 2021 wurde bekannt, dass Doxx im September 2021 durch den neuen Sender Bergblick ersetzt wird.
Am 1. September 2021 hat Bergblick alle Frequenzen und Sendeplätze von Doxx übernommen.

## Senderlogos

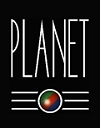
Erstes Logo von Planet
Logo von Planet von 2000 bis 2010
Logo von Planet von 2011 bis 14. Dez. 2020
Logo von Doxx bis zum 31. August 2021
Logo von Bergblick seit 1. September 2021

## Empfang
Bergblick ist digital über folgende Kabelplattformen und IPTV-Anbieter zu empfangen:
- Deutschland: Vodafone West (Kabel), Telekom Deutschland, 1&1, Samsung TV Plus, Waipu.tv
- Schweiz: Cablecom, Swisscable, Swisscom Teleraetia
- Österreich: Magenta Telekom, A1 Telekom Austria, HD Austria.

Auch ist das Programm online über Zattoo zu empfangen.
Bergblick HD ist in Deutschland über die Deutsche Telekom, Vodafone West sowie in der Schweiz über Finecom zu empfangen.
Der Sender wird von 6:00 bis 21:45 Uhr über die Pay-TV-Plattform AustriaSat auf der Satellitenposition Astra 19,2° Ost ausgestrahlt.
Der Sender ist außerdem über die Streaming-Plattform Prime Video Channels im Zubuchpaket der Eigenmarke Xplore als Livestream für Amazon-Prime-Kunden zu empfangen.